# 杜里峰
9°01′20″N 70°37′04″W / 9.022185°N 70.617661°W
杜里峰（西班牙語：Pico Duri），是委內瑞拉的山峰，位於該國西部梅里達州，屬於聖多明各山脈的一部分，毗鄰與巴里納斯州拉壤邊界，海拔高度3,628米。